# براگانسا
براگانسا (به پرتغالی: Bragança) یکی از شهرداری‌ها در شمال شرقی کشور و یکی از شهرهای پرتغال است. شواهد باستان‌شناسی سکونت انسان در این منطقه را به دوران پارینه سنگی می‌رساند.

## خصوصیات جغرافیایی
براگانسا ۱٬۱۷۳٫۵۷ کیلومترمربع مساحت و ۳۵٬۳۴۱ نفر جمعیت دارد و ۶۷۴ متر بالاتر از سطح دریا ارتفاع دارد

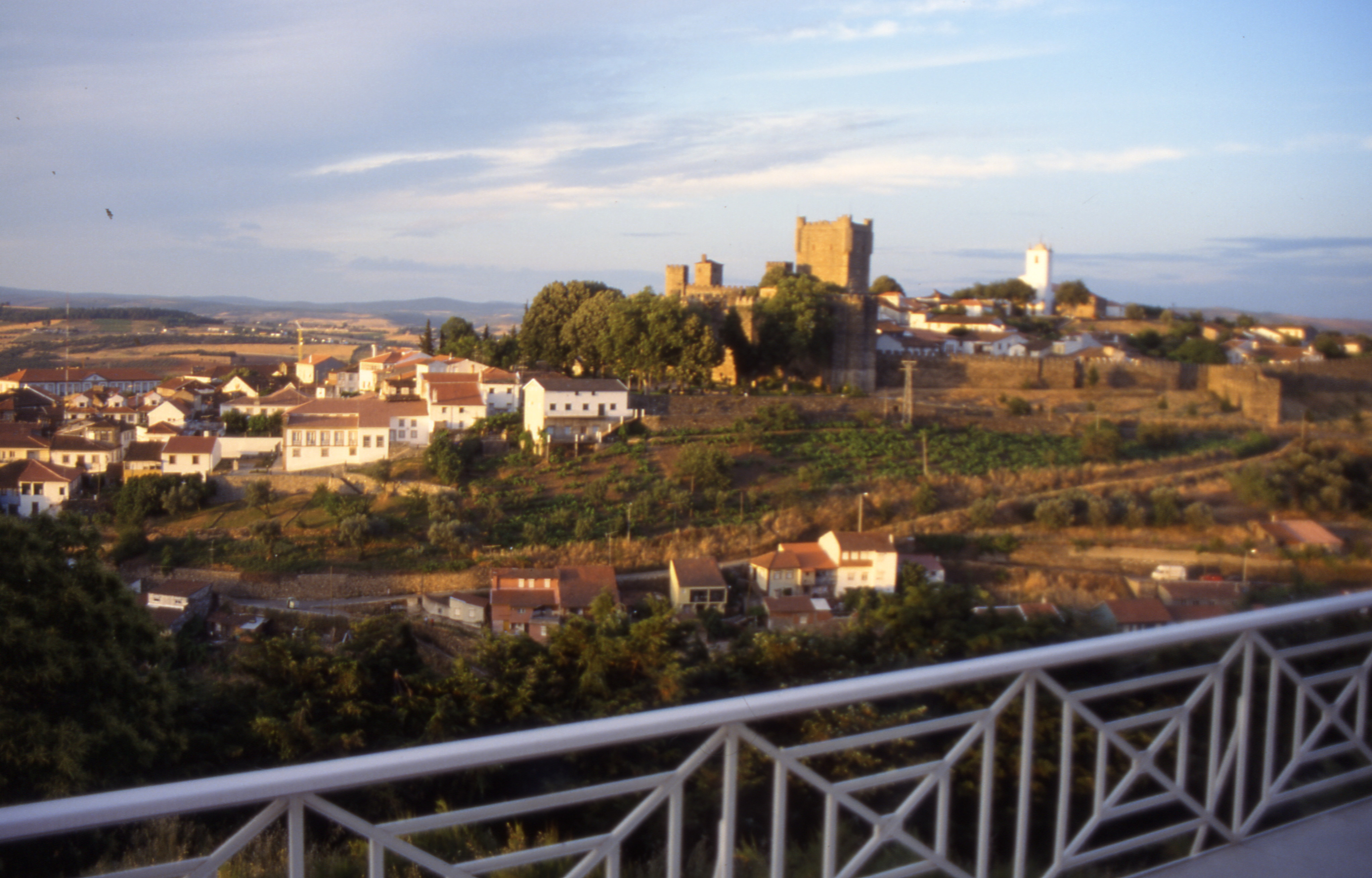
چشم‌انداز شهر به طرف قلعهٔ قرون وسطایی براگانسا. قلعه دیده می‌شود